# 30-ih pr. Kr.
1. tisućljeće pr. Kr.
◄ | 2. stoljeće pr. Kr. | 1. stoljeće pr. Kr. | 1. stoljeće► | 
◄ | 60-ih pr. Kr. | 50-ih pr. Kr. | 40-ih pr. Kr. | 30-ih pr. Kr. | 20-ih pr. Kr. | 10-ih pr. Kr. | 0-ih pr. Kr. | ►
39. pr. Kr. | 38. pr. Kr. | 37. pr. Kr. | 36. pr. Kr. | 35. pr. Kr. | 34. pr. Kr. | 33. pr. Kr. | 32. pr. Kr. | 31. pr. Kr. | 30. pr. Kr.

## Glavni događaji
- 37. pr. Kr. - Herod postaje kralj Židova pod rimskom vlasti.
- 37. pr. Kr. - 2. trijumvirat između Oktavijana, Marka Antonija i Marka Emilija Lepida se produžava za 5 godina, ali opstaje samo do 33. pr. Kr.
- 35. pr. Kr. - Prema rimskom povjesničaru Apijanu, rimski car August je pokorio ilirsko stanovništvo na otoku Mljetu, razorivši grad Melitusu.
- 2. rujna 31. pr. Kr. - bitka kod Akcija. Antonije zbog Kleopatrinog preuranjenog bijega gubi u borbi za vlast s Oktavijanom.
- 1. kolovoza - Oktavijan ulazi u Aleksandriju; Kleopatra i Antonije se ubijaju; nestaje dijadoško carstvo Ptolemejevića u Egiptu.

## Svjetska politika
31. pr. Kr.-kod Akcija se sukobljavaju vojske Oktavijana i Marka Antonija uz potporu Egipćana.
30. pr. Kr.-Egipat postaje rimska provincija